# Alpinia gagnepainii
Alpinia gagnepainii är en enhjärtbladig växtart som beskrevs av Karl Moritz Schumann. Alpinia gagnepainii ingår i släktet Alpinia och familjen Zingiberaceae. Inga underarter finns listade i Catalogue of Life.